# Yio Chu Kang Stadium
Yio Chu Kang Stadium – wielofunkcyjny stadion znajdujący się w Singapurze służący do rozgrywania meczów rugby union, a także zawodów lekkoatletycznych.
Mieszczący dwa tysiące widzów obiekt został otwarty 1 kwietnia 1985 roku. Boisko do rugby okala ośmiotorowa bieżnia lekkoatletyczna, natomiast infrastrukturę dopełnia parking na trzysta pojazdów.
Jest zarządzany przez Singapore Sports Council
Stadion gości mecze reprezentacji kraju w rugby union, zarówno męskiej, jak i żeńskiej.